# Nadleśnictwo Myszyniec

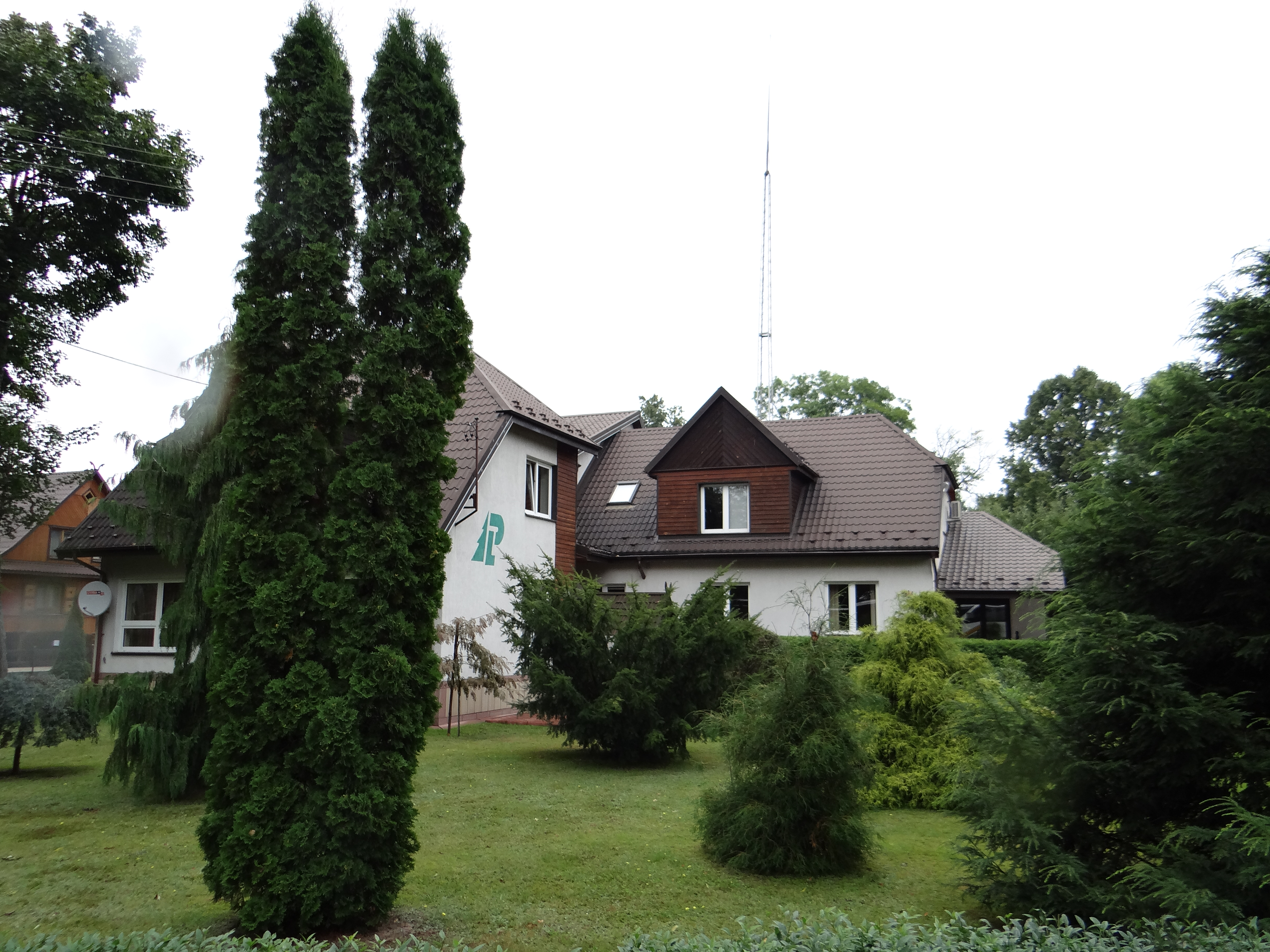
Siedziba nadleśnictwa w Myszyńcu

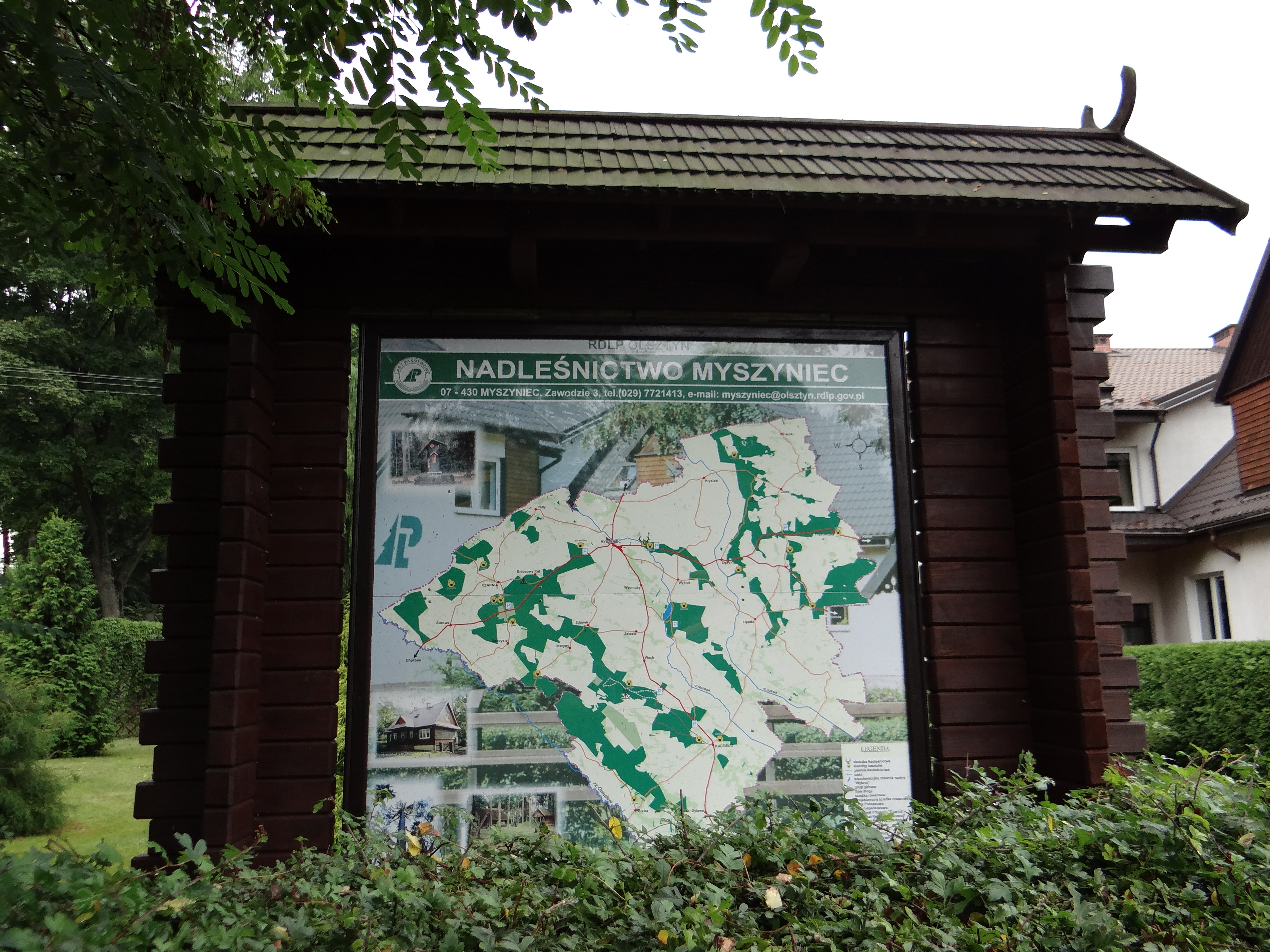
Mapa przedstawiająca obszar nadleśnictwa

Nadleśnictwo Myszyniec – jednostka organizacyjna Lasów Państwowych podległa Regionalnej Dyrekcji Lasów Państwowych w Olsztynie. Siedziba nadleśnictwa znajduje się w Myszyńcu w województwie mazowieckim. Nadleśnictwo obejmuje teren Równiny Kurpiowskiej na północy województwa mazowieckiego, na obszarze gmin Myszyniec, Czarnia, Łyse i Kadzidło w powiecie ostrołęckim.   

## Historia
Teren zarządzany przez Nadleśnictwo Myszyniec zajmowała w przeszłości Puszcza Zielona. Od średniowiecza obszary te stanowiły własność książat mazowieckich, później przeszły w posiadanie królów polskich, a następnie zaborców. W wiekach XVI–XIX ze wzrostem populacji oraz intensywną eksploatacją lasu obszar kniei zmniejszał się. Niekontrolowana wycinka drzew w XIX wieku spowodowała pokaźne szkody w Puszczy Zielonej. 
Nadleśnictwo Myszyniec w swoim pierwotnym kształcie powstało prawdopodobnie w 1887. W 1907 istniała jednostka określana jako Leśnictwo Myszyniec. W 1918 przemianowano je na Nadleśnictwo Myszyniec. W 1928 z części Nadleśnictw Myszyniec i Ostrołęka stworzono Nadleśnictwo Podgórze. Od 1959 nadleśnictwo podlegało pod Rejon Lasów Państwowych w Ostrołęce. W tym samym roku, po likwidacji rejonów, nadleśnictwo zaczęło podlegać bezpośrednio Zarządowi Lasów Państwowych w Siedlcach. W 1973 do nadleśnictwa dołączono Nadleśnictwo Podgórze. W 1975 wcielono je do Okręgowego Zarządu Lasów Państwowych w Olsztynie (przekształcony w Regionalną Dyrekcję Lasów Państwowych w Olsztynie). W 1978 do nadleśnictwa włączono część dawnego obrębu Lipniki, dotąd znajdującego się w Nadleśnictwie Nowogród.  
W 2016 otrzymało Odznakę Honorową za Zasługi dla Rozwoju Gospodarki Rzeczypospolitej Polskiej.  

## Organizacja
Nadleśnictwo dzieli się na 12 leśnictw: Białusny Lasek, Czarnia, Surowe z siedzibą w Czarni, Zdunek z siedzibą w Bandysiach, Wykrot z siedzibą w Jazgarce, Kadzidło, Podgórze z siedzibą w Wachu, Warmiak z siedzibą w Antoni, Dylewo z siedzibą w Olszynach, Rudne z siedzibą w Pupkowiźnie, Serafin i Lipniki z siedzibą w Łysych. Na terenie nadleśnictwa zlokalizowana jest szkółka leśna Zawodzie.
Nadleśniczym jest Marek Dzieżyk.

## Ochrona przyrody
Na terenie nadleśnictwa znajduje się 5 rezerwatów przyrody: Rezerwat Podgórze, Rezerwat Czarnia, Rezerwat Surowe, Rezerwat Torfowisko Karaska i Rezerwat Torfowisko Serafin oraz obszary Natura 2000. Są to: Bory Bagienne i Torfowisko Karaska, Bory Chrobotkowe, Myszynieckie Bory Sasankowe oraz Dolina Omulwi i Płodownicy. Znajduje się tu również 6 pomników przyrody (dęby, sosny, lipy, modrzew, jałowiec).  

## Edukacja
Na terenie Rezerwatu Czarnia znajduje się Szlak Turystyczny „Barci Kurpiowskich”, przy siedzibie nadleśnictwa mieści się Izba Edukacji Przyrodniczo-Leśnej im. Jana Milewskiego, w Wachu zlokalizowana jest ścieżka rowerowa, obok leśniczówki Serafin biegnie Leśna Ścieżka Rowerowa „Jezioro Krusko”.  